# عالم آخر (مسلسل تلفازي)
عالم آخر (بالإنجليزية: Another World)‏ هو مسلسل دراما تم إنتاجه في الولايات المتحدة. بدأ عرضه في سنة 1964 على هيئة الإذاعة الوطنية. بلغ عدد مواسم المسلسل 35 موسما، بلغ عدد حلقاته 8891 حلقة، وتبلغ مدة الحلقة الواحدة 30 دقيقة. تم بث المسلسل لأول مرة بتاريخ 4 مايو 1964 بينما تم بث آخر حلقة منه بتاريخ 25 يونيو 1999. من بطولة كريس روبنسون، جيف بيرسون، إد أونيل، ديفيد كناري، مارشا كروس، ألكساندرا ويلسون، إريك روبرتس وروبن ستراسر، لوري بارترام وتقع أحداثه في بلدة خيالية تسمى «باي سيتي». فاز المسلسل بجائزة إيمي دايتايم لأفضل مسلسل دراما.

## وصلات خارجية
- عالم آخر على موقع IMDb (الإنجليزية)
- عالم آخر على موقع ميتاكريتيك (الإنجليزية)
- عالم آخر على موقع روتن توميتوز (الإنجليزية)
- عالم آخر على موقع كينوبويسك (الروسية)
- عالم آخر على موقع ألو سيني (الفرنسية)
- عالم آخر على موقع قاعدة بيانات الفيلم (الإنجليزية)